# Luena, Angola
Luena este un oraș în Angola. Este reședința provinciei Moxico.